# Храстје при Гросупљем
Храстје при Гросупљем (словен. Hrastje pri Grosupljem) насеље налази се између Гросупља и Шмарја-Сап у општини Гросупље, централна Словенија, покрајина Долењска. Општина припада регији Средишња Словенија.
Преко територије насеља пролази словеначки аутопут А2.
Налази се на надморској висини 359,3 м, површине 1,02 км². Приликом пописа становништва 2002. године насеље је имало 60 становника.

## Име
Име насеља је промењено из Храстје у Храстје при Гросупљем 1953. године. Име Храстје (храст) је изведено из словеначке заједничке именица храстје, на основу локалне вегетације.